# Edmund Clarke
Edmund Melson Clarke, Jr. (Newport News, 27 de julho de 1945 – 22 de dezembro de 2020) foi um cientista da computação estadunidense.
Ao lado do Ernest Allen Emerson e do Joseph Sifakis, foi laureado com o Prêmio Turing de 2007, pelo desenvolvimento da verificação de modelos.
Morreu em 22 de dezembro de 2020, aos 75 anos, de COVID-19.